# Ahmad al-Qa'tabi
Ahmad al-Qa'tabi (arabisch أحمد القعطبي, DMG Aḥmad al-Qaʿṭabī) ist ein jemenitischer Politiker. Er war vom 10. bis 21. März 2011 Gouverneur der Stadt Aden.
Qa'tabi trat im Zuge der Proteste 2011, am 21. März 2011, zurück. Als Grund gab er die gewalttätige Auflösung der Demonstrationen am 18. März an, bei dem 52 Menschen erschossen wurden.